# Вигенсбах
Вигенсбах (њем. Wiggensbach) град је у њемачкој савезној држави Баварска. Једно је од 28 општинских средишта округа Обералгој. Према процјени из 2010. у граду је живјело 4.742 становника. Посједује регионалну шифру (AGS) 9780146.

## Географски и демографски подаци
Вигенсбах се налази у савезној држави Баварска у округу Обералгој. Град се налази на надморској висини од 870–1077 метара. Површина општине износи 31,8 km². У самом граду је, према процјени из 2010. године, живјело 4.742 становника. Просјечна густина становништва износи 149 становника/km².

## Међународна сарадња
| Мјесто  | Држава    | Врста сарадње | Од    |
| ------- | --------- | ------------- | ----- |
| Хатштат | Француска | партнерство   | 1985. |
| Извор   |           |               |       |